# Kloster Mariensande

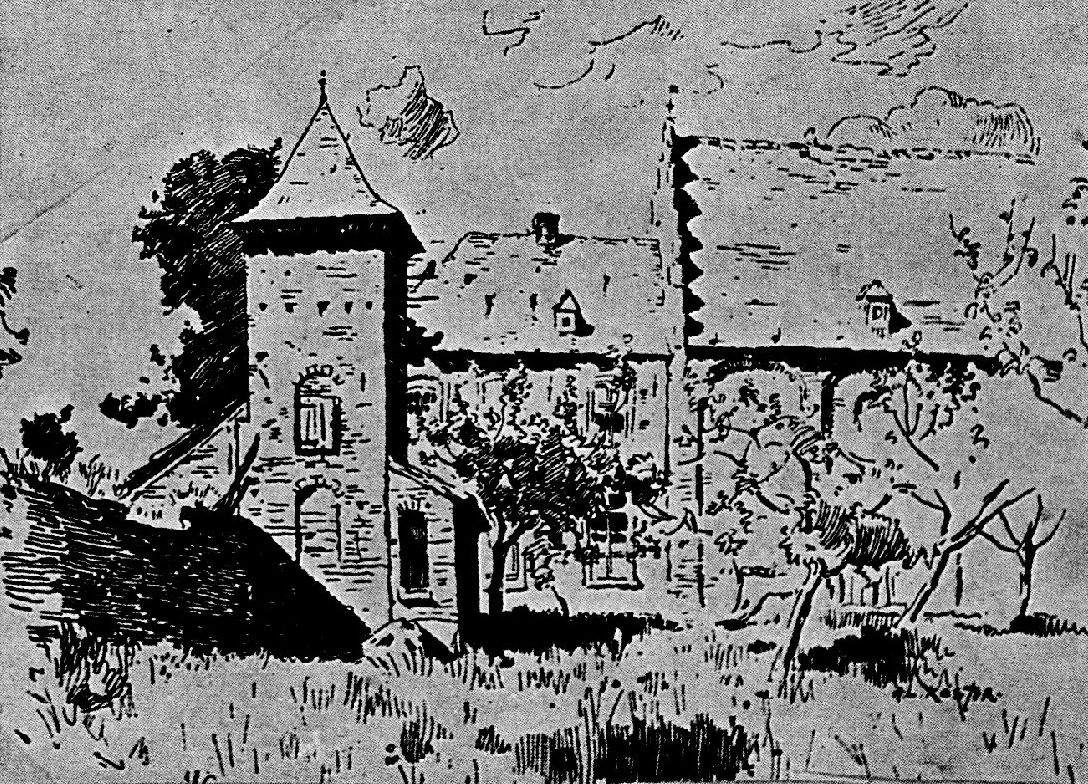
Ansicht, ca. 1875

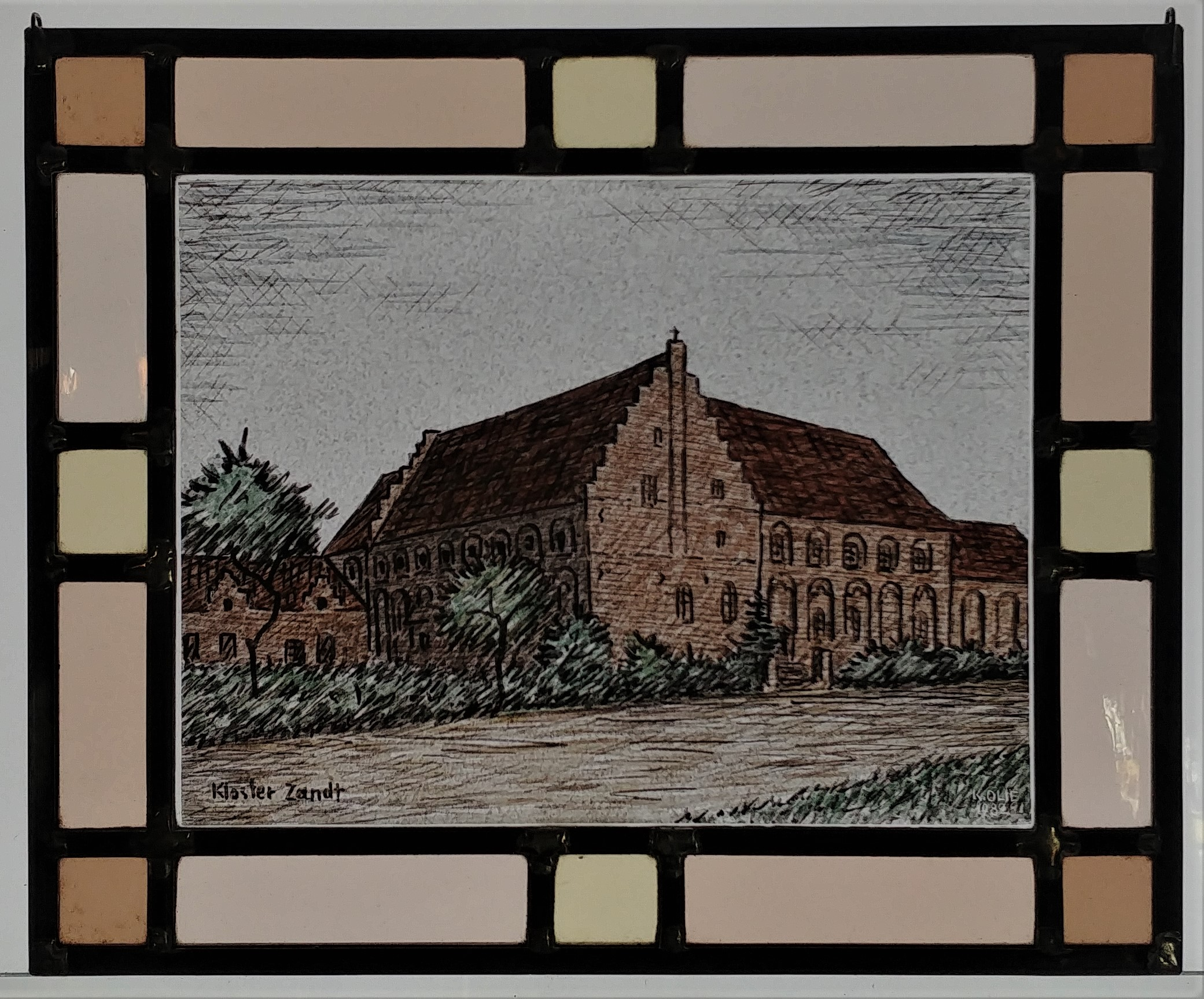

Das Kloster Mariensande oder Zandt in Straelen war ein Stift der Augustiner-Chorherren der Windesheimer Kongregation, das von 1470 bis 1802 bestand.
Ritter Johann von Broeckhuysen gründete 1450 in Oostrum bei Venray ein Regulierherrenkloster, das 1470 nach Straelen verlegt wurde, da Herzog Adolf von Geldern anlässlich der für ihn siegreich verlaufenen Schlacht von Straelen 1468 ein Kloster zu stiften gelobt hatte. Das Kloster war auch der geistliche Mittelpunkt des nach der Schlacht gestifteten Ritterordens.
Die in einem Bauernhof erhaltenen Reste der Klosterbauten wurden 1965 bei einem Brandunglück vernichtet.